# Trận Nachod
Trận Nachod là một trận giao tranh trong cuộc Chiến tranh Áo-Phổ, diễn ra vào ngày 27 tháng 6 năm 1866 giữa Quân đoàn V thuộc Binh đoàn thứ hai của Quân đội Phổ và Quân đoàn VI của Quân đội Đế quốc Áo, đồng thời là cuộc giao chiến lớn đầu tiên ở cánh trái của quân Phổ trong chiến dịch năm 1866. Trong trận đánh này, Quân đoàn V của Phổ dưới sự chỉ huy của tướng Karl Friedrich von Steinmetz chỉ dùng mỗi súng trường mà đánh bật cuộc tiến công dữ dội của đội quân Áo hùng mạnh hơn dưới quyền tướng Wilhelm Ramming von Riedkirchen  trong cùng ngày với thắng lợi của quân Áo trước quân Phổ trong trận Trautenau. Nhờ đó, Steinmetz tiếp tục cuộc hành binh của ông, và được mệnh danh là "Sư tử của Nachod". Trận đánh tại Nachod là một chiến thắng quan trọng của Quân đội Phổ, đã mở đường cho họ tiến quân vào vùng Böhmen và đặt nền tảng cho đại thắng của họ trong trận Königgrätz (Sadowa). Đồng thời, chiến thắng này cũng chứng tỏ những ý niệm của Tổng tham mưu trưởng Quân đội Phổ là Helmuth von Moltke Lớn.
Trong khi Binh đoàn Schlesien (còn gọi là Binh đoàn thứ hai) của Quân đội Phổ tiến chiếm vùng Böhmen thuộc Áo thông qua Trautenau, xa về hướng Đông, Thái tử nước Phổ là Friedrich Wilhelm đã phái các đơn vị dẫn đầu dưới quyền tướng Steinmetz kéo đến cao nguyên Vysokov, về hướng Tây Nachod. Bằng các đội hình hàng dọc, người Áo đã tiến công người Phổ trong trận đánh tại Nachod. Cuộc giao chiến đã diễn ra khốc liệt. Ban đầu, quân Phổ lâm vào khó khăn và Steinmetz cho quân đội của ông trú ẩn trong một đống gỗ để tránh khỏi đạn pháo của đối phương và tử thủ. Thái tử Friedrich Wilhelm đã thân chinh tham chiến trong trận Nachod, và sự hiện diện của ông cùng với ưu thế của khí giới quân đội Phổ đã khiến cho cuộc chiến đấu phòng vệ của người Phổ giành thắng lợi. Cuối cùng, quân Phổ thừa thắng đã tiếp tục cuộc tiến công của mình. Mà trước khi tổng tấn công, một trận giao đấu bằng Kỵ binh đã xảy ra và kết thúc với thất bại hoàn toàn của lực lượng Kỵ binh Áo. Với chiến bại của quân Kỵ binh Áo, Quân đội Phổ đã đánh tan tác đội Kỵ binh lừng lẫy nhất tại châu Âu. Giữa lúc quân Áo thất thế, Ramming đã từng bị mất liên lạc với các thuộc cấp của mình do hỏa lực của quân Phổ. Sau những đợt công kích liên tiếp thảm bại, trận tuyến của quân Áo đã bị tan rã và họ phải rút chạy về phía Tây, nhưng những người lính của Steinmetz không truy đuổi vì đã thấm mệt. Tuy nhiên, một số đơn vị Phổ đã tiến hành truy quét và thu được nhiều tù binh cùng với chiến lợi phẩm.
Với chiến bại của Ramming, đèo Nachod đã rộng mở cho đoàn quân Phổ. Sau cuộc chiến đấu kịch liệt, Quân đoàn V của Phổ vẫn còn mạnh mẽ. Trận thắng của quân Phổ tại Nachod cũng được xem là một "cuộc bắn bia nhằm vào tay thiện xa" của họ đối với quân Áo, và thiệt hại của quân Áo nặng nề hơn hẳn đối phương (trong tổn thất của quân Áo có cả những binh sĩ đã đầu hàng còn hơn là rút chạy). Trong trận chiến này, quân Phổ đã thành lập trận tuyến không chính quy và dựa vào hỏa lực khủng khiếp của mình, song, không những hỏa lực vượt trội của súng trường nạp hậu của quân Phổ mà sự quyết đoán và khéo léo của Steinmetz, tài nghệ điều binh của các Sĩ quan cấp cao của Phổ và sự bền chí của tướng sĩ Phổ cũng được đánh giá là nguyên nhân dẫn đến thắng lợi của họ. Đồng thời, trận chiến này cũng góp phần chứng tỏ khả năng chỉ huy quân đội của Thái tử Friedrich Wilhelm. Thắng lợi toàn diện tại Nachod là lần đầu tiên lợi thế của các chiến thuật của quân Phổ được chứng tỏ, mặc dù các Trung đoàn Phổ tham chiến trong trận Nachod chưa hề tham gia một cuộc chiến tranh nào kể từ sau trận Waterloo năm 1815 (trái ngược với người Áo). Được xem là chiến thắng được nói đến nhiều nhất trong cuộc chiến tranh, thắng lợi tại Nachod đã góp phần mang lại thanh thế lừng lẫy cho Steinmetz. Ông đã từng trực tiếp điều khiển cuộc giao chiến của lực lượng Kỵ binh Phổ trong trận thắng này. Và, sau chiến thắng Nachod, đoàn binh của ông tiếp tục đánh thắng quân Áo trong trận Skalitz và trận Schweinschädel.